# Miltinho Edilberto
Miltinho Edilberto (Mirandópolis) é um cantor, compositor, multi-instrumentista e produtor musical brasileiro.
Foi vencedor do Prêmio da Música Brasileira e mais votado pela internet do "Festival Cultura: A Nova Música do Brasil" (da TV Cultura).
Suas composições já foram gravadas por artistas como Maria Gadú, Maria Bethânia, Sérgio Reis, Trio Nordestino, Falamansa, entre outros e utilizadas em trilhas sonoras de programas de televisão da Rede Globo como a telenovela O Clone, Globo Repórter, Fantástico, Big Brother Brasil, Mais Você, Amor e Sexo e Superstar.
Pela crítica, Miltinho Edilberto é considerado um dos violeiros mais completos do Brasil. Também é um dos pioneiros na revalorização da musica regional do nordeste, como o forró pé-de-serra.
Como produtor, atua com seu estúdio móVel CULTURAVISTA produzindo o documentário Raiz do Brasil, que resgata a cultura e tradições do interior do nosso país.

## Carreira
Em 1998, lança Como alcançar uma estrela, CD gravado ao vivo em São Paulo.
Em 2001, lança Feito Brasileiro, com participações especiais de Maria Bethânia, Falamansa e Trio Virgulino. A faixa “O Balanço do Busão” foi tema da telenovela da TV Globo O Clone.
Em 2017, apresentou o show "Eu, A Viola e Deus", com repertório repleto de canções autorais e releituras do cancioneiro popular, como “Rancho Fundo”, “Cuitelinho” e “Luar do Sertão”.
Em 2022, realiza apresentações com a cantora Mariana Aydar.
Em 2023, apresentou o show "Miltinho Edilberto & Marias Bonitas", com composições de Anastácia, Marinês, Dominguinhos, Luiz Gonzaga, Jackson do Pandeiro e clássicos autorais gravadas por Maria Bethânia, Maria Gadú, Falamansa e Rastapé, acompanhado de Fernanda Guedes Neves (cantora/acordeom), Hermes Medeiros da Silva (baterista/percussão), Franciele Monteiro da Nóbrega (cantora/triângulo) e Juliana Lúcio de Carvalho (percussão).
Em setembro de 2023, produz o single "Mar da meia noite", de cantora e compositora Maria Almada.
Em outubro de 2023, foi semifinalista da 14ª edição do Festival de Música Rádio Nacional, da Rádio Nacional, com a música "Quantos Amores".